# HD 88522
HD 88522 är en dubbelstjärna belägen i den norra delen av stjärnbilden Luftpumpen. Den har en kombinerad skenbar magnitud av ca 6,28 och är mycket svagt synlig för blotta ögat där ljusföroreningar ej förekommer. Baserat på parallaxmätning inom Hipparcosuppdraget på ca 6,6 mas, beräknas den befinna sig på ett avstånd på ca 500 ljusår (ca 150 parsek) från solen. Den rör sig bort från solen med en heliocentrisk radialhastighet på ca 27 km/s.

## Egenskaper
Primärstjärnan HD 88522 A är en vit till blå stjärna i huvudserien av spektralklass A1 V. Den har en massa som är ca 2,5 solmassor, en radie som är ca 1,7 solradier och har ca 76 gånger solens utstrålning av energi från dess fotosfär vid en effektiv temperatur av ca 9 600 K.
HD 88522 A har en följeslagare med en massa av ca 2,2 solmassor. Stjärnorna i paret kretsar kring varandra med en omloppsperiod av ca 92 år i bana med excentricitet 0,676.